# Sol, Arena y Mar
Sol, Arena y Mar (français : Soleil, sable et mer) est une chanson écrite par Arturo Perez, Francisco Loyo et Salo Loyo et co-écrite, produite et interprétée par le chanteur mexicain Luis Miguel . C'est une chanson pop avec des influences jazz qui traite d'une relation tendue. Les paroles de la chanson auraient été influencées par la relation précédente de Miguel avec Daisy Fuentes . Il est sorti en tant que premier single de l'album Amarte Es un Placer le 19 juillet 1999.
La chanson a reçu des critiques mitigées de la part des critiques musicaux. Plusieurs ont félicité la prestation de Miguel et l'ont comparée favorablement aux morceaux uptempo d' Aries (1993) tandis que d'autres ont critiqué ses arrangements et paroles. Il a reçu un BMI Latin Award en 2001. Le single a atteint la troisième place du classement Billboard Hot Latin Songs aux États-Unis, a été numéro deux en Espagne, et a atteint le numéro un en Argentine, au Chili et au Mexique et s'est vendu à plus de 50 000 exemplaires depuis sa sortie.

## Contexte et composition
En 1997, Luis Miguel a sorti son douzième album studio Romances, le troisième de sa série Romance sur lequel il reprend des boléros classiques d'Amérique latine. Il s'est vendu à plus de 4,5 millions d'exemplaires et a remporté le Grammy Award de la meilleure performance pop latine en 1998,. Pour promouvoir Romances, il a entamé une tournée de plus d'un an aux États-Unis, en Amérique latine et en Espagne. En 1998, Miguel était considéré comme l'artiste latin le plus populaire au niveau international et ses albums se sont vendus à plus de 35 millions d'exemplaires dans le monde entier. L'année suivante, Miguel a entamé une relation avec la chanteuse américaine Mariah Carey. Après une absence de deux ans sur la scène musicale, Miguel a annoncé le 19 juillet 1999 qu'il sortirait un nouvel album en septembre. Le même jour, il sort également le premier single de l'album « Sol, Arena y Mar ». Quatre versions du single ont été publiées, dont la version de l'album et trois remixes réalisés par Danny Saber. Il a déclaré que l'album à venir serait un retour à la pop, contrairement aux reprises de boléros qu'il avait enregistrées dans la série Romance. Il a également démenti les rumeurs selon lesquelles il prévoyait d'enregistrer un duo avec Carey. Le titre définitif de l'album, « Amarte es un placer », a été annoncé le 17 août 1999.
Miguel a confirmé qu'il s'agissait du premier album où il était plus impliqué dans la composition des morceaux. Outre le fait qu'il a co-écrit plusieurs des morceaux du disque, il a été assisté par d'autres compositeurs, dont Armando Manzanero, Juan Carlos Calderón et Arturo Perez,. L'enregistrement a eu lieu aux studios A&M (en), Cello Studios (en), Ocean Way Recording, Watersound, et Record Plant à Hollywood, en Californie, Miguel s'occupant lui-même de la production,. 
Sol, Arena y Mar est un morceau de pop aux influences jazz qui décrit la « douleur de la séparation » d'un amour qui « a disparu aussi vite que l'écume au bord de la mer »,. Il a été composé par Miguel, Arturo Perez, Francisco Loyo et Salo Loyo. On dit que les paroles de la chanson sont basées sur la relation antérieure de Miguel avec Daisy Fuentes. Une version live du titre a été incluse dans l'album Vivo (2000). Le titre a également été ajouté à l'album de compilation Grandes Éxitos (2005).

## Accueil
Sol, Arena y Mar a reçu des critiques mitigées de la part des critiques musicaux. Jose F. Promis, rédacteur en chef d'AllMusic, a estimé que les arrangements de cuivres donnaient à la chanson une « impression jazzy, sophistiquée et adulte ». John Lannert, de Billboard, n'a pas été impressionné par le morceau, le qualifiant de « numéro insipide et rapide sur une affaire de déchéance » et a critiqué « ses arrangements fatigants et sa musicalité peu inspirée ». Le critique du Houston Chronicle, Joey Guerra, a qualifié la chanson de « mélange tiède de cors et de paroles sans inspiration ». Le rédacteur en chef du Newsday, Richard Torres, a déclaré que la voix de Miguel « offre un contrepoint parfait à l'arrangement de cuivres pétillants » sur la chanson. Leila Cobo, de la rédaction du Miami Herald, a noté que Sol, Arena y Mar était similaire aux morceaux uptempo de Aries.
Le critique du Dallas Morning News, Mario Tarradell, l'a qualifiée de « plaisir coupable » et a estimé que c'était « le morceau qui rappelait le plus l'accroche du merveilleux Aries de 1993 ». Ernesto Lechner a écrit pour le Los Angeles Times que la chanson manque « de la sophistication qui définit la plupart des pops aujourd'hui ». Ramiro Burr, du San Antonio Express-News, a fait l'éloge de la chanson en déclarant que « les cors sensuels sont merveilleux, les harmonies vocales sont séduisantes, mais c'est la voix de ténor de Luis Miguel qui vous saisit ». Sol, Arena y Mar a été reconnue comme l'une des meilleures chansons latines de l'année lors des BMI Latin Awards 2001.
Aux États-Unis, Sol, Arena y Mar a débuté à la huitième place du Billboard Hot Latin Songs chart dans la semaine du 21 août 1999. Deux semaines plus tard, il a atteint la troisième place du hit-parade,. Le titre a également atteint la deuxième place du classement des chansons pop latines, la première place étant occupée par la chanson « Bella » de Ricky Martin. En Espagne, la version remixée du titre a atteint la deuxième place. La chanson a atteint la première place en Argentine, au Chili et au Mexique. Le single s'est vendu à plus de 50 000 exemplaires depuis sa sortie.

## Pistes
CD Single
1. "Sol, Arena y Mar" (radio version) – 3:19
2. "Sol, Arena y Mar" (club remix) – 4:34
3. "Sol, Arena y Mar" (club remix - instrumental) – 4:34
4. "Sol, Arena y Mar" (Danny Saber remix) – 4:23

## Classements
| Hitparade (1999)                       | Meilleur classement | Réf.   |
| -------------------------------------- | ------------------- | ------ |
| Espagne (PROMUSICAE)                   | 2                   | [ 25 ] |
| États-Unis Billboard Hot Latin Songs   | 3                   | [ 22 ] |
| États-Unis Billboard Latin Pop Airplay | 2                   | [ 24 ] |

## Personnel
Crédits adaptés de la pochette CD de Amarte es un placer.
- Luis Miguel – production, paroles, chant
- Francisco Loyo – musique, arrangements
- Salo Loyo – musique
- Arturo Perez – paroles
- Jerry Hey – mixage